# فالي دي كادوري
فالي دي كادوري (بالإيطالية: Valle di Cadore)‏ هي بلدية في مقاطعة بلونة في منطقة فنيتة الإيطالية، وتقع على بعد 110 كم (68 ميل) شمال مدينة البندقية و 35 كم (22 ميل) شمال شرق بلونة.